# Рассказы трактирщика
«Рассказы трактирщика» (англ. Tales of My Landlord) — цикл произведений британского писателя Вальтера Скотта, написанных и опубликованных в 1816—1832 годах. Включает романы «Чёрный карлик», «Пуритане», «Эдинбургская темница», «Легенда о Монтрозе», «Ламмермурская невеста», «Граф Роберт Парижский» и «Замок опасный».
Все эти произведения, по словам автора, представляют собой рассказы, собранные хозяином гостиницы «Уоллес Инн» в Гандерклю и отредактированные Джедедайей Клейшботэмом. Скотт рассказал об этом в предисловии к «Чёрному карлику». Первая часть «Рассказов трактирщика» вышла в 1816 году, вторая в 1818, третья в 1819 и четвёртая в 1832.

## Произведения
| Название              | Дата издания | Место действия             | Время действия |
| --------------------- | ------------ | -------------------------- | -------------- |
| Чёрный карлик         | 1816         | Скоттиш-Бордерс            | 1707 год       |
| Пуритане              | 1816         | Южная Шотландия            | 1679–1689 гг.  |
| Эдинбургская темница  | 1818         | Эдинбург и Ричмонд         | 1736 год       |
| Ламмермурская невеста | 1819         | Ист-Лотиан                 | 1709–1711 гг.  |
| Легенда о Монтрозе    | 1819         | Северо-Шотландское нагорье | 1644-1645 гг.  |
| Граф Роберт Парижский | 1831         | Константинополь и Шкодер   | 1097 год       |
| Замок опасный         | 1831         | Керкубришир                | 1307 год       |